# 1989 aux échecs
| Années des échecs : 1986 - 1987 - 1988 - 1989 - 1990 - 1991 - 1992    |
| Décennies des échecs : 1950 - 1960 - 1970 - 1980 - 1990 - 2000 - 2010 |

Cet article présente les faits marquants de l'année 1989 aux échecs.

## Événements majeurs
- Le Bulgare Vassil Spassov devient champion du monde junior. Le titre féminin est remporté par la soviétique Ketino Kachiani.

## Tournois et opens
- Gyula Sax, Viswanathan Anand, Zoltán Ribli et Predrag Nikolic remportent le Tournoi de Wijk aan Zee

## Championnats nationaux
- Argentine : Daniel Campora remporte le championnat[1],[2]. Chez les femmes, Claudia Amura s’impose.
- Autriche : Alexander Fauland remporte le championnat[3]. Chez les femmes, pas de championnat[4].
- Belgique : Richard Meulders remporte le championnat[5]. Chez les femmes, Gina Finegold-Linn s’impose[6].

- Brésil: Gilberto Milos remporte le championnat[7]. Chez les femmes, c’est Jussara Chaves qui s’impose.
- Canada : Kevin Spraggett remporte le championnat[8]. Chez les femmes, Nava Starr[9].
- Chine :  Ye Jiangchuan remporte le championnat[10]. Chez les femmes, Xie Jun s’impose.
- Écosse : ML Condie remporte le championnat [11].
- Espagne : José Luis Fernández García remporte le championnat[12]. Chez les femmes, c’est Mª Luisa Cuevas qui s’impose[13].
- États-Unis : Roman Dzindzichashvili, Stuart Rachels et Yasser Seirawan remportent le championnat[14]. Chez les femmes, Alexey Root [15] s’impose[16].
- Finlande: Antti Pyhälä remporte le championnat[17].
- France : Miralles remporte le championnat [18]. Chez les femmes, Sabine Fruteau s’impose[19].
- Inde : Praveen Thipsay remporte le championnat[20].
- Iran : Pas de championnat[21].

- Pays-Bas : Riny Kuijf remporte le championnat [22]. Chez les femmes, c’est Mariette Drewes qui s’impose.
- Pologne : Aleksander Wojtkiewicz remporte le championnat[23].
- Royaume-Uni : Michael Adams remporte le championnat[24].

- Russie : Alekseï Vyjmanavine remporte le championnat de Russie à Gorki
- Suisse : Beat Züger remporte le championnat [25]. Chez les dames, c’est Evi Reimer qui s’impose[26].
- RSS d'Ukraine : Igor Novikov et Guennadi Kouzmine remportent le championnat[27],[28], dans le cadre de l’U.R.S.S.. Chez les femmes, Maria Nepeina s’impose[29].
- République fédérative socialiste de Yougoslavie : Zdenko Kožul remporte le championnat[30],[31]. Chez les femmes, Daniela Nuțu-Gajić s’impose.

## Divers
- Le classement final de la Coupe du Monde sacre Garry Kasparov (83 points) devant Anatoli Karpov (81 points), lesquels devancent largement Valeri Salov et la révélation du tournoi, l'Estonien Jaan Ehlvest, ex æquo à 68 points[32].

## Naissances
- Li Chao
- Turkan Mamedyarova (7 août)
- Maxim Rodshtein
- Wang Hao

## Nécrologie
- En 1989 : Alejandro Nogués Acuña (en)
- 26 février : Hans Klüver
- 1er mars : André Muffang[33]
- 8 mars : Elisabeth Bykova
- 4 avril : Baruch Harold Wood (en)
- En mai : Norman Littlewood (en)
- En août : Klaus Uwe Müller (en)
- 7 octobre : Růžena Suchá (en)
- 15 octobre : Anatoli Loutikov
- 9 novembre : Nenad Petrović
- 21 novembre : Jacques Planté
- 28 novembre : Gueorgui Ilivitski
- En décembre : Dietrich Prinz (en)
- 3 décembre : Andreas Gulbrandsen (en)
- 30 décembre : Karen Grigorian